# 莫奇站
蒙七站（音素換寫：S̄t̄hānī h̄mxchit，皇家轉寫：Sathani Mo Chit，發音：[sā.tʰǎː.nīː mɔ̌ː t͡ɕʰít]）是泰國曼谷BTS素坤逸線的其中一個車站，位於拍鳳裕庭路的第十八及二十街之間。乘客可以在此轉乘曼谷地鐵的乍都節公園車站（Charuchak Park）。在1999年12月5日開始營運。

## 周邊的目的地
- 乍都節公園的市集：1號出口。
- 乍都節公園：3號出口。
- 拍鳳裕庭路，拍鳳裕庭十八街的北線及東北線長途客車總站：3號出口。
- 曼谷地鐵：全部出口皆可。
- 免費停車場：2號出口 及 4號出口。

## 外部連結
- 曼谷集體運輸系統（架空電車）的官方網站
- 曼谷地鐵系統的官方網站 （页面存档备份，存于）